# Cosmisoma nitidipenne
Cosmisoma nitidipenne är en skalbaggsart som beskrevs av Dmytro Zajciw 1962. Cosmisoma nitidipenne ingår i släktet Cosmisoma och familjen långhorningar.
Artens utbredningsområde är Uruguay. Inga underarter finns listade i Catalogue of Life.